# Morris Engel
Morris Engel (New York, 8 aprile 1918 – New York, 5 marzo 2005) è stato un fotografo e regista statunitense.

## Biografia
Nel 1936 aderisce alla Photo League, Engel ha avuto la sua prima mostra nel 1939, alla New School for Social Research. Ha lavorato brevemente come fotografo per il giornale politico PM prima di entrare nella Marina Militare degli Stati Uniti come un fotografo di guerra dal 1941 al 1946 durante la Seconda guerra mondiale. Come membro della Combat Photo Unit 8 partecipa allo sbarco in Normandia durante il D-Day e per il quale riceve una citazione da parte del capitano Edward Steichen.
Al termine del suo impegno con la marina militare Engel fece il suo ritorno al PM, e successivamente lavora per numerose riviste nazionali tra cui Ladies Home Journal, McCall's, Fortune, Colliers e altri.
Engel è conosciuto principalmente per aver diretto, insieme alla moglie Ruth Orkin e all'amico scrittore Raymond Abrashkin, nel 1953 il film Il piccolo fuggitivo. In seguito ha realizzato altri due lungometraggi: Lovers and Lollipops (1956) e Weddings and Babies (1960).
Engel è stato un pioniere nell'uso della macchina da presa direttamente con le mani (hand-held cameras) e anche nell'uso di attori non professionisti nei propri film.